# Om Kristi efterföljelse
Den som önskar att hålla kvar Guds nåd skall vara tacksam när Guds nåd ges och tålmodig om den tas bort. Han skall be att den återkommer. Han skall vara aktsam och ödmjuk, så att han inte förlorar den.
Om Kristi efterföljelse (latin De imitatione Christi) är en anonym uppbyggelseskrift från 1400-talet. Den är sannolikt redigerad av Thomas a Kempis, och måhända även författad av honom.